# هنريك مولجارد
هنريك مولجارد (بالدنماركية: Henrik Møllgaard) مواليد 2 يناير 1985، هو لاعب كرة يد دانمركي يلعب كظهير أيسر. يلعب حاليا مع نادي باريس سان جيرمان لكرة اليد ويحمل الرقم 5. مثل منتخب الدنمارك لكرة اليد. شارك في دورة الألعاب الأولمبية الصيفية سنة 2016.

## سجل المنافسة
شارك في البطولات التالية:
- بطولة العالم لكرة اليد للرجال 2015
- بطولة أوروبا لكرة اليد للرجال 2014
- بطولة أوروبا لكرة اليد للرجال 2016
- الألعاب الأولمبية الصيفية 2016

## الميداليات
| الميدالية | المسابقة                           |
| --------- | ---------------------------------- |
| ذهبية     | الألعاب الأولمبية الصيفية 2016     |
| فضية      | بطولة العالم لكرة اليد للرجال 2013 |
| فضية      | بطولة أوروبا لكرة اليد للرجال 2014 |

## روابط خارجية
- هنريك مولجارد على موقع الاتحاد الأوروبي لكرة اليد (الإنجليزية)
- هنريك مولجارد على موقع الاتحاد الفرنسي لكرة اليد (الفرنسية)
- هنريك مولجارد على موقع أوليمبيديا (الإنجليزية)